# Cabeiras
Cabeiras (llamada oficialmente San Sebastián de Cabeiras) es una parroquia del municipio español de Arbo, en la provincia de Pontevedra, Galicia.

## Toponimia
La parroquia también es conocida por el nombre de San Sebastián P. de Cabeiras.

## Historia
Hacia mediados del siglo XIX, el lugar, por entonces referido como una feligresía, tenía contabilizada una población de 484 habitantes. Aparece descrito en el quinto volumen del Diccionario geográfico-estadístico-histórico de España y sus posesiones de Ultramar de Pascual Madoz con las siguientes palabras:

CABEIRAS (San Sebastian de): felig. en la prov. de Pontevedra (8 leg.), part. jud. de Cañiza (2), dióc. de Tuy (4 1/4), ayunt. de Arbo (1/8): sit. en terreno llano inclinado al S., resguardada de los aires del N. y con clima bastante sano, aunque á las veces se padecen fiebres y dolores de costado. Tiene 150 casas repartidas en los l. que la componen, á saber: el de su nombre, Vilar, Merelle, Coutada, Perneiral, Curro y Carballeira; escuela de primeras letras frecuentada por 36 niños, cuyo maestro no percibe otro sueldo que las retribuciones convenidas con los padres de los alumnos; una igl. parr. dedicada á San Sebastian, servida por un cura de primer ascenso y de patronato troncal hereditario, y una ermita bajo la advocacion de San Pedro Advíncula, sit. en un cerro. Para surtido de los vec. hay 8 fuentes de buenas aguas, que tambien aprovechan para abrevadero de los ganados y otros objetos. Confina el térm. N. y E. felig. de Arbo (1/8); S. la de Barcela, y O. Sela á igual dist. poco mas ó menos. Dentro del mismo existen los desp. ó alturas llamadas Chan del Rey, donde se crian árboles de varias clases y abundantes yerbas de pasto. Los caminos son locales y malos. El correo se recibe de la Cañiza y Puenteareas por cada interesado. prod.: trigo, centeno, maiz, cebada, aceite, viño, miel y esquisitas frutas; se cria ganado vacuno, lanar y cabrio, y hay caza de perdices. ind. y comercio: ademas de la agricultura, existen algunos molinos harineros que únicamente se mueven en tiempo de lluvias; las principales especulaciones comerciales consisten en la estraccion y venta de vinos, é importacion de géneros de vestir y comestibles de que carece el pais. pobl.: 121 vec., 484 alm contr. con el ayunt.
(Madoz, 1846, p. 24)

## Organización territorial
La parroquia está formada por trece entidades de población:
- Adega (A Adega)
- Coutada (A Coutada)
- Curro (O Curro)
- Escampado (O Escampado)
- Espedregada (A Espedregada)
- Fontán
- Iglesia (A Igrexa)(Igrexa)
- Lavandeira (A Lavandeira)
- Merelle
- Pedreira (A Pedreira)
- Perneiral
- Quinteiro (O Quinteiro)
- Vilar

## Demografía
| Gráfica de evolución demográfica de Cabeiras entre 2000 y 2023 |
|                                                                |
| Datos según el nomenclátor publicado por el INE.               |

## Patrimonio
- Iglesia de San Sebastián.[8]